# Сосудистые споровые
Сосудистые споровые растения — собирательное название для группы высших растений, в которую входят папоротники и близкие к ним группы растений. В качестве научного названия для сосудистых споровых ранее использовалось название Pteridophyta. В качестве русского названия для этой группы ранее использовался также термин «сосудистые тайнобрачные». Термин «папоротникообразные» обычно используется как синоним термина «сосудистые споровые растения», однако иногда под «папоротникообразными» понимают папоротниковидных — более узкую группу.
Группа Pteridophyta была общепринятой в системах классификации растений XIX века, позже она была признана искусственной.
Совокупность сосудистых споровых растений и мохообразных образуется группу высших споровых растений (ранее рассматривавшуюся как таксон, а в настоящее время — как неформальную группу).

## Состав группы
Обычно в состав сосудистых споровых растений включают две современные группы, рассматриваемые как самостоятельные ботанические отделы:
- Плауновидные (Lycopodiophyta)
- Папоротниковидные (Polypodiophyta)

Кроме этих групп, к сосудистым споровым растениям относят три вымерших отдела:
- † Риниофиты (Rhyniophyta)
- † Зостерофиллофиты (Zosterophyllophyta)
- † Баринофиты (Barinophyta)

В 35-м издании знаменитого немецкого учебника ботаники Э. Страсбургера для высшей школы Lehrbuch der Botanik für Hochschulen (2002, русское издание — 2007) сосудистым споровым растениям соответствует подотдел Pteridophytina — один из четырёх подотделов в составе отдела Streptophyta: помимо Pteridophytina, в этот отдел в ранге других подотделов включены Зелёные водоросли (Streptophytina), Мхи (Bryophitina) и Семенные растения (Spermatophytina). В подотдел Pteridophytina в этом учебнике включено пять классов: †Псилофиты (Psilophytopsida), Плауны (Lycopodiophyta), Хвощевидные (Equisetopsida), Псилотовые (Psilotopsida) и Папоротники (Pteridopsida).

## Общая характеристика
Спорофит (бесполое поколение) является для сосудистых споровых доминирующей формой жизненного цикла (в отличие от мохообразных, в жизненном цикле которых доминирует половое поколение). Для спорофита современных сосудистых споровых характерна дифференциация на корни, стебель и листья. Нередко имеются сосуды. Размножение происходит с помощью спорангия — специального органа, в котором развиваются споры. Из спор развивается половое поколение растений.
Для заростка — полового поколения сосудистых споровых (гаметофита) характерно отсутствие дифференциации тканей. На заростках развиваются половые органы размножения — женские (архегонии) и мужские (антеридии). Заростки имеют существенно меньшие размеры по сравнению со спорофитами того же вида (обычно не более нескольких сантиметров, заростки некоторых видов имеют микроскопические размеры). Время жизни заростка обычно очень небольшое (несколько недель): он отмирает вскоре после того, как на нём разовьются половые органы и произойдёт оплодотворение.

## Птеридология
Изучением сосудистых споровых растений (папоротникообразных) занимается наука птеридология. Учёные, специалисты в области птеридологии, называются птеридологами.

## Комментарии
1. ↑  Название Pteridophyta было предложено в 1841 году русским ботаником, учёным-эволюционистом Павлом Фёдоровичем Горяниновым (1796—1865).